# 1967-es bajnokcsapatok Európa-kupája-döntő
Az 1966–1967-es bajnokcsapatok Európa-kupája (BEK) döntőjét 1967. május 25-én rendezték a lisszaboni Estádio Nacionalban. A döntőben a skót Celtic és az olasz Internazionale találkozott.
A döntőt a Celtic nyerte 2–1-re. A skót csapat volt az első brit gárda, amelyik rangos trófeát nyert és "Lisszaboni oroszlánok" néven vonultak be a köztudatba.

## A döntő részletei
| 1967. május 25. |

| Celtic                   | 2–1               | Internazionale        |
| ------------------------ | ----------------- | --------------------- |
| Gemmell 62' Chalmers 85' | (0–1) Jegyzőkönyv | Mazzola 7' (11-esből) |

| Estádio Nacional, Lisszabon Nézőszám: 55 923 Játékvezető: Kurt Tschenscher ( NSZK-beli) |

| Celtic | Internazionale |

| CELTIC:     |    |                 |
|             |    |                 |
| GK          | 1  | Ronnie Simpson  |
| RB          | 2  | Jim Craig       |
| CB          | 5  | Billy McNeill   |
| CB          | 6  | John Clark      |
| LB          | 3  | Tommy Gemmell   |
| CM          | 4  | Bobby Murdoch   |
| CM          | 10 | Bertie Auld     |
| RF          | 7  | Jimmy Johnstone |
| CF          | 8  | William Wallace |
| CF          | 9  | Stevie Chalmers |
| LF          | 11 | Bobby Lennox    |
| Vezetőedző: |    |                 |
| Jock Stein  |    |                 |

| INTERNAZIONALE: |    |                    |
|                 |    |                    |
| GK              | 1  | Giuliano Sarti     |
| SW              | 6  | Armando Picchi     |
| RB              | 2  | Tarcisio Burgnich  |
| CB              | 5  | Aristide Guarneri  |
| LB              | 3  | Giacinto Facchetti |
| CM              | 4  | Gianfranco Bedin   |
| CM              | 10 | Mauro Bicicli      |
| CM              | 11 | Mario Corso        |
| RF              | 7  | Angelo Domenghini  |
| CF              | 8  | Sandro Mazzola     |
| LF              | 9  | Renato Cappellini  |
| Vezetőedző:     |    |                    |
| Helenio Herrera |    |                    |

| Az 1966–67-es bajnokcsapatok Európa-kupájának győztese |
| Celtic 1. cím                                          |
| ← 1965–66 Real Madrid                                  |
| Manchester United 1967–68 →                            |

## Lásd még
- 1966–1967-es bajnokcsapatok Európa-kupája

## Külső hivatkozások
- Az 1966–67-es BEK-szezon mérkőzéseinek adatai az rsssf.com (angolul)